# Stephen Marche
Stephen Marche (Edmonton, 1976) es un novelista, ensayista y comentarista cultural canadiense. Fue alumno de la Universidad de King's College y del City College de Nueva York (CUNY). En 2005, cursó un doctorado en teatro inglés moderno en la Universidad de Toronto. Enseñó drama renacentista en CUNY hasta 2007, cuando renunció para dedicarse a escribir a tiempo completo.

## Trayectoria
Marche es editor colaborador de Esquire, para la que escribe una columna mensual titulada «A Thousand Words about Our Culture» («Mil palabras sobre nuestra cultura»). En 2011, esta columna fue finalista del premio de la Sociedad estadounidense de editores de revistas por columnas y comentarios. Los artículos de Marche también aparecen en The New York Times, The New Yorker, The Atlantic, The Guardian, y otras publicaciones. Marche también es colaborador semanal de CBC Radio.
En 2005, Marche publicó la novela Raymond and Hannah, a la que siguió, en 2007, la antología de cuentos Shining at the Bottom of the Sea.  En 2011 publicó How Shakespeare Changed Everything 
y en febrero de 2015, The Hunger of the Wolf.
En marzo de 2017 publicó The Unmade Bed: The Messy Truth About Men and Women in the Twenty-First Century, una reflexión sobre las relaciones entre hombres y mujeres en el siglo XXI, en la que colaboró su esposa.
Fue polémico el artículo que escribió para  The New York Times, el 14 de agosto de 2015, titulado «The Closing of the Canadian Mind» («El cierre de la mente canadiense»). En este artículo Marche critica a Stephen Harper, el primer ministro de Canadá, vinculándolo con Rob Ford, exalcalde de Toronto que estuvo involucrado en un escándalo tras revelarse que consumía crack. Marche también publicó un artículo de opinión en The New York Times, el 25 de noviembre de 2017, titulado «The Unexamined Brutality of the Male Libido» («La brutalidad no examinada de la libido masculina»), sobre los desafíos y la necesidad del compromiso masculino con el feminismo.
Marche está casado con Sarah Fulford, exeditora en jefe de la revista Toronto Life e hija del periodista canadiense Robert Fulford. Tienen un hijo y una hija y viven en Toronto.

## Obra

### Novelas
- Raymond and Hannah (2005)
- The Hunger of the Wolf (2015)

### Ficción corta
- Shining at the Bottom of the Sea (2007)

### No ficción
- How Shakespeare Changed Everything (2011)
- The Unmade Bed: The Messy Truth About Men and Women in the Twenty-First Century (2017)
- The Next Civil War: Dispatches from the American Future (2022)

### Ensayos y reportajes
- «In praise of the new narcissism». Esquire (en inglés) 159 (1): 56, 58. Enero de 2013.
- «The Closing of the Canadian Mind». The New York Times (en inglés). 14 de agosto de 2015.
- «The Unexamined Brutality of the Male Libido». The New York Times (en inglés). 17 de noviembre de 2017.
- «Al Qaeda Won». Foreign Policy (en inglés). 10 de septiembre de 2018.
- «The "debate of the century": what happened when Jordan Peterson debated Slavoj Žižek». The Guardian (en inglés). 20 de abril de 2019.